# 疾进蟳
疾进蟳（学名：Charybdis vadorum）为梭子蟹科蟳属的动物。分布于印度尼西亚、菲律宾、波斯湾、红海以及中国大陆的广西、广东、福建等地，生活环境为海水，一般栖息于沿岸泥沙质浅海底。